# Barkamirtuszfélék
A barkamirtuszfélék (Garryaceae) a zárvatermő növények (Magnoliophyta) Garryales rendjének névadó családja, mindössze két nemzetséggel. Fajai a Csendes-óceán körül, a Nyugat-USA-tól Közép-Amerikán át a Karib-térségig, illetve Kelet-Ázsiában nőnek. Leveleik épek, örökzöldek.
A családot két, egyes szerzők három nemzetségre tagolják:
- barkamirtusz (Garrya) Douglas ex Lindl., 1834 nemzetség 26 fajjal;a típusfaj:
  - lándzsás barkamirtusz (Garrya elliptica) Douglas ex Lindl.
- babérsom (Aucuba) Thunb., 1783 nemzetség 20 fajjal, ezek közül a két legismertebb:
  - japán babérsom (Aucuba japonica)
  - kínai babérsom (Aucuba chinensis).
- Eubasis (Salisb., 1796) nemzetség[1] egy fajjal:
  - Eubasis dichotoma